# Plößberg (Steinwald)

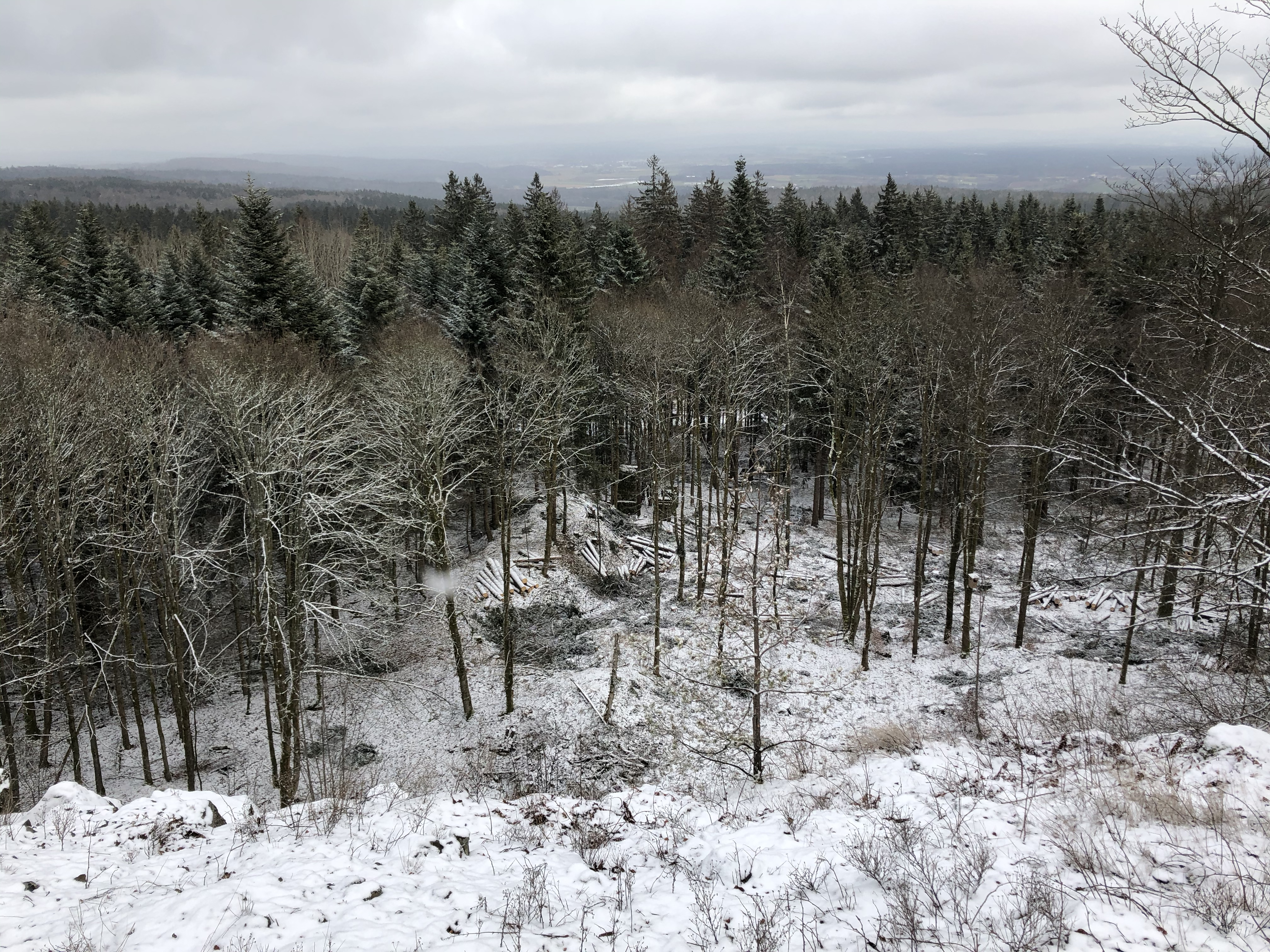
Blick vom Plößberg Gipfel

Der Plößberg ist ein 888 m ü. NHN hoher dicht bewaldeter Basaltkegel im Steinwald westlich von Fuchsmühl im Oberpfälzer Landkreis Tirschenreuth.

## Geographie
Der Plößberg wird im Westen von der Staatsstraße 2121 von Poppenreuth nach Friedenfels, im Osten von der Staatsstraße 2170 von Waldershof nach Fuchsmühl und im Süden von der Staatsstraße 2169 von Friedenfels nach Wiesau gerahmt.

## Geologie
Zwischen Marktredwitz, Friedenfels, Konnersreuth und Seußen liegt ein großes Basalteruptionsgebiet. Es ist der westlichste Ausläufer des nordböhmischen Basaltvulkanismus. Im Miozän ist hier flüssige Basaltmasse durch den Granit emporgedrungen.